# Eustomias bulbornatus
Eustomias bulbornatus és una espècie de peix de la família dels estòmids i de l'ordre dels estomiformes.

## Morfologia
- Els mascles poden assolir 16 cm de longitud total.[3]

## Hàbitat
És un peix marí i d'aigües profundes que viu fins als 1.050 m de fondària.

## Distribució geogràfica
Es troba al sud i l'oest del Cap de Bona Esperança (Sud-àfrica) i des de l'Àfrica oriental fins a les Illes de la Societat, les Illes Marqueses, el sud del Japó. i Austràlia Occidental